# Fortune
Fortune este o revistă americană din domeniul financiar-economic, fondată de Henry Luce în anul 1930. Revista este deținută de Fortune Media Group Holdings. Principalii competitori ai revistei sunt Forbes și BusinessWeek.
Revista este binecunoscută datorită publicării topului anual al celor mai mari companii publice din Statele Unite, numit Fortune 500, întocmit prima dată în anul 1955. Până în anul 1995, lista cuprindea doar companiile din sectorul industrial, dar din anul 1995, lista cuprinde și companiile care oferă servicii (bănci, asigurări, utilități, etc.) Astfel pe listă au apărut nume ca J. P. Morgan, Metropolitan Life, Travelers, American Express, AT&T și Viacom. Schimbarea a venit ca o adaptare normală la schimbarea contextului economic american, în care serviciile predomină, spre exemplu în anul 1995, deja 40% din veniturile companiei General Electric erau generate de servicii.
În anul 2005, tirajul mediu al revistei era de aproximativ 857 309 exemplare.